# 新庙镇
新庙镇，是中华人民共和国湖北省鄂州市鄂城区下辖的一个乡镇级行政单位。

## 行政区划
新庙镇下辖以下地区：
桥洞社区、洪港村、将军村、茅草村、水月村、文塘村、英山村和月陂村。